# Wiggle (chanson)
Pour l’article homonyme, voir Wiggle.
Singles de Jason Derulo
Stupid Love
(2014)
Singles par Snoop Dogg
Dynamite)
(2014) Hangover
(2014)
Wiggle est une chanson de l'artiste américain Jason Derulo, en collaboration avec le rappeur américain Snoop Dogg. Extrait de la réédition de l'album Tattoos, le titre est sorti en single le 30 mai 2014. Il a atteint la 4e position du classement des singles en France et la 5e position du Billboard Hot 100.

## Classement hebdomadaire
| Classement (2014)                       | Meilleure position |
| --------------------------------------- | ------------------ |
| Allemagne (Media Control AG)            | 6                  |
| Afrique du Sud (EMA)                    | 4                  |
| Australie (ARIA)                        | 3                  |
| Autriche (Ö3 Austria Top 40)            | 4                  |
| Belgique (Flandre Ultratop 50 Singles)  | 2                  |
| Belgique (Flandre Ultratop R&B/Hip-Hop) | 1                  |
| Belgique (Wallonie Ultratop 50 Singles) | 6                  |
| Brésil (Hot 100)                        | 30                 |
| Canada (Hot 100)                        | 14                 |
| Danemark (Tracklisten)                  | 7                  |
| Écosse (OCC)                            | 10                 |
| Espagne (PROMUSICAE)                    | 12                 |
| États-Unis (Hot 100)                    | 5                  |
| États-Unis (R&B/Hip-Hop Songs)          | 2                  |
| États-Unis (Pop Airplay)                | 10                 |
| Finlande (Suomen virallinen lista)      | 12                 |
| France (SNEP)                           | 4                  |
| Hongrie (Dance Top 40)                  | 9                  |
| Hongrie (Single Top 40)                 | 6                  |
| Irlande (IRMA)                          | 9                  |
| Luxembourg (Digital Songs)              | 3                  |
| Pays-Bas (Nederlandse Top 40)           | 12                 |
| Nouvelle-Zélande (RMNZ)                 | 9                  |
| Norvège (VG-lista)                      | 4                  |
| Tchéquie (IFPI Rádio)                   | 21                 |
| Royaume-Uni (UK Singles Chart)          | 8                  |
| Royaume-Uni (UK R&B Chart)              | 1                  |
| Slovaquie (IFPI Rádio)                  | 60                 |
| Suède (Sverigetopplistan)               | 5                  |
| Suisse (Schweizer Hitparade)            | 8                  |